# Mạt vụn núi lửa

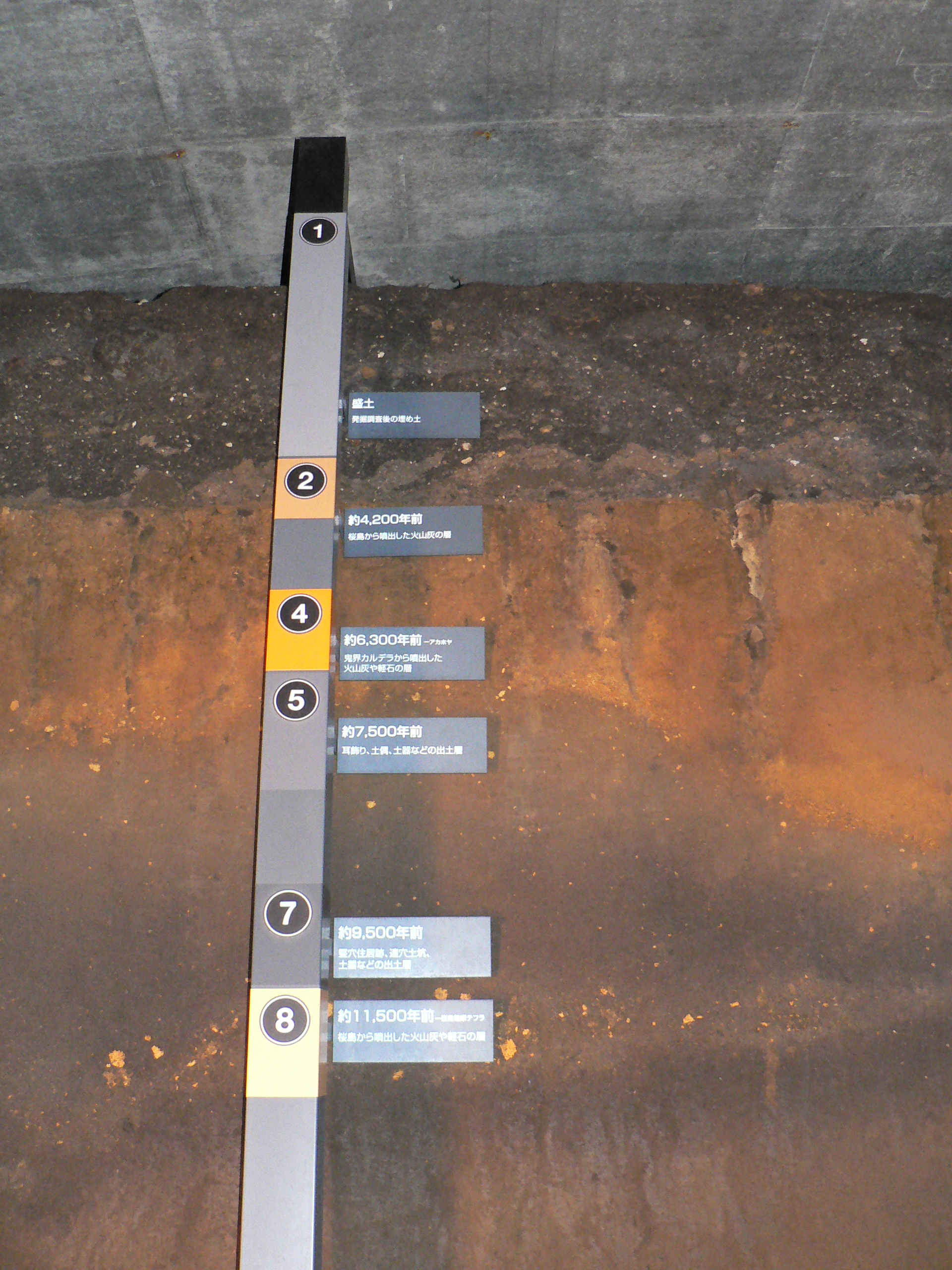
Tầng đất chứa tro núi lửa của núi lửa Akahoya bạo phát biểu thị bằng màu da cam, ở vào di chỉ Uenohara của thành phố Kirishima, tỉnh Kagoshima, Nhật Bản.

Mạt vụn núi lửa (chữ Anh: tephra, nguyên lúc đầu là từ vựng Hi Lạp τέφρα, ý nghĩa là "tro", bây giờ đã trở thành thuật ngữ chuyên ngành núi lửa học) là tên gọi chung của tất cả vật mạt vụn bay vào trong không khí vào lúc núi lửa phun bắn ra. Mạt vụn núi lửa bao gồm các thứ vật mạt vụn với mọi kích thước và mật độ, chúng nó bởi vì sự phát nổ, luồng khí nóng của núi lửa phun bắn ra hoặc sự phun bắn ra của mắc-ma cho nên bị mang theo vào trong không khí. Mạt vụn núi lửa là mạt vụn bị mang theo vào trong không khí vào lúc núi lửa phun bắn ra, do đó có sẵn tính phân tuyển với mức độ nhất định vào lúc rơi xuống mặt ngoài đất, thông thường mạt vụn hạt to cách miệng núi lửa khá xa, nhưng mà mạt vụn hạt nhỏ cách miệng núi lửa khá gần. Căn cứ vào kích thước và hình thái của mạt vụn núi lửa lại có thể chia làm nhiều thứ loại hình, ví như tro núi lửa, sỏi núi lửa, khối núi lửa, đạn núi lửa, v.v

## Giới thiệu giản lược
Mạt vụn núi lửa là mạt vụn của mắc-ma gặp lạnh ngưng kết vào lúc núi lửa phun bắn ra cùng mạt vụn ở bên trong đường thông suốt của núi lửa và mạt vụn nham thạch ở chung quanh bức vách.
Mạt vụn núi lửa là một thứ vật chất mạt vụn của núi lửa. Nó bao gồm tinh thể đơn chiếc, mạt tinh thể, mạt thủy tinh, mạt đá, hình trạng của chúng nó không có nhận lấy sửa đổi của tác dụng tích tụ chất đống lại lần nữa vào khoảng thời thời gian sau. Mạt vụn núi lửa lớn nhỏ bất nhất, hình thái có quan hệ nhất định với tính chất của đá nguyên thủy, nguyên lúc đầu là nham thạch mang tính mềm và dai thay đổi lần lượt rồi mở rộng khá là trơn bóng tròn, nham thạch mang tính giòn thì hiện ra hình dạng góc cạnh vả lại vết vỡ có hình dạng vỏ ngao vỏ hến. Mạt vụn núi lửa là đá núi lửa ngưng kết vào giai đoạn thời kì đầu, nham thạch ở chung quanh đường thông suốt của núi lửa và nham thạch ở đáy móng của núi lửa bị phá nổ xé vỡ và sụp đổ đập vỡ vào lúc núi lửa phun ra mà thành nên.